# Susan DuVerger
Susan DuVerger o Susan Du Verger, nacida como Suzanne de La Vallée (Londres, 1610–1657) fue un traductora y autora inglesa. 

## Biografía
DuVerger nació en Londres y fue bautizada en 1610. Los registros bautismales informan que sus padres eran Charles y Éster de La Vallée. Susan DuVerger era la menor de sus cinco hijos. El bautismo tuvo lugar en la iglesia French Huguenot en la calle Threadneedle. Los hugonotes habían llegado en 1598 y esta iglesia se convirtió en uno de sus refugios aunque más tarde, fue destruida en el Gran Incendio de Londres.
En 1633 Suzanne de La Vallée ya estaba casada con Jean-Jacques DuVerger y tenía una hija llamada Françoise. En 1635, tuvieron otra hija llamada Suzanne.
Se conoce que Susan DuVerger era protestante. Sin embargo, en 1639, tradujo los trabajos del escritor y obispo francés Jean-Pierre Camus. Camus era católico durante la época en que Inglaterra estaba dividida por el sectarismo cristiano. El trabajo que DuVerger realizó en 1639 trataba sobre historias románticas con el título "Admirables acontecimientos". Su traducción fue dedicada a la esposa de Carlos I de Inglaterra, Enriqueta María de Francia que era católica. 
En 1641 también tradujo otro trabajo de Camus que tituló "Diotrèphe".
En 1657 DuVerger publicó una extensa obra titulada "Humildes reflexiones que incluye algunos Pasajes de la marquesa de Newcastles Olio. O una apelación, a su propio juicio, mejor informado". "Humildes reflexiones" estuvo escrita en respuesta a "El Mundo de Olio" que había sido publicado por la notable escritora Margaret Cavendish, duquesa de Newcastle-a-Tyne. Jane Collins en el ODNB, calificó la obra de DuVerger como "fascinante" y "muy inusual" porque muestra un debate intelectual sobre la religión entre dos mujeres en el siglo XVII.
Se desconoce la fecha exacta de su muerte. Sin embargo, en 1659, cuando las hijas de Susan DuVerger se casaron en Canadá indicaron en el registro que su madre había fallecido.